# Indywidualne Mistrzostwa Polski w Zapasach 1975

## Mistrzostwa Polski w Zapasach1975

### Mężczyźni
- styl wolny

28. Mistrzostwa Polski – 14–16 marca 1975, Łódź
- styl klasyczny

45. Mistrzostwa Polski – 23–25 maja 1975, Dębica

## Medaliści

### Mężczyźni

#### Styl wolny
| Kategoria:   | Złoto:                             | Srebro:                                   | Brąz:                             |
| 48 kg        | Jan Żałobny Budowlani Łódź         | Mieczysław Cichowski Rzemieślnik Warszawa | Władysław Olejnik Lotnik Wrocław  |
| 52 kg        | Andrzej Kudelski Gwardia Warszawa  | Tadeusz Kudelski Gwardia Warszawa         | Zenon Witte Mazowsze Teresin      |
| 57 kg        | Grzegorz Olearczyk GKS Tychy       | Władysław Stecyk Grunwald Poznań          | Zbigniew Maltański Budowlani Łódź |
| 62 kg        | Zbigniew Żedzicki GKS Tychy        | Zdzisław Stolarski Rzemieślnik Warszawa   | Tadeusz Łuczywo Grunwald Poznań   |
| 68 kg        | Dariusz Ćwikowski AZS-AWF Warszawa | Włodzimierz Cieślak Boruta Zgierz         | Zygmunt Kudelski Gwardia Warszawa |
| 74 kg        | Jan Łachoda Gwardia Warszawa       | Stanisław Antkowicz Stal Rzeszów          | Stanisław Wielowski Piast Sieradz |
| 82 kg        | Henryk Mazur Gwardia Warszawa      | Franciszek Kampik Dąb Brzeźnica           | Piotr Lazar Slavia Ruda Śląska    |
| 90 kg        | Paweł Kurczewski Budowlani Łódź    | Tomasz Busse ŁKS Łódź                     | Ryszard Czekała Grunwald Poznań   |
| 100 kg       | Stefan Kiełbowski Gwardia Warszawa | Jerzy Kachniarz Gwardia Warszawa          | Ryszard Długosz Stal Rzeszów      |
| ponad 100 kg | Stanisław Makowiecki Stal Rzeszów  | Bogdan Naumowicz Lotnik Wrocław           | Czesław Witkowski Budowlani Łódź  |

#### Styl klasyczny
| Kategoria:   | Złoto:                                     | Srebro:                                | Brąz:                                  |
| 48 kg        | Aleksander Zajączkowski Unia Racibórz      | Wiesław Kuciński Wisłoka Stomil Dębica | Jan Pietrzak Zagłębie Wałbrzych        |
| 52 kg        | Jerzy Jaroszek Wisłoka Stomil Dębica       | Witold Małdachowski GKS Katowice       | Kazimierz Kucharski Legia Warszawa     |
| 57 kg        | Józef Wojciechowski Wisłoka Stomil Dębica  | Jan Średniewski GKS Katowice           | Czesław Stanjek Siła Mysłowice         |
| 62 kg        | Józef Lipień Wisłoka Stomil Dębica         | Roman Slosarek GKS Katowice            | Jerzy Sznicer Olimpia Elbląg           |
| 68 kg        | Kazimierz Lipień Wisłoka Stomil Dębica     | Zbigniew Grabowski Zagłębie Wałbrzych  | Ludwik Romański Gwardia Warszawa       |
| 74 kg        | Andrzej Supron GKS Katowice                | Andrzej Franas Pafawag Wrocław         | Marian Stelmach Zagłębie Wałbrzych     |
| 82 kg        | Antoni Masternak GKS Katowice              | Ryszard Rybka Zagłębie Wałbrzych       | Józef Lipinowicz Wisłoka Stomil Dębica |
| 90 kg        | Czesław Kwieciński Siła Mysłowice          | Roman Wrocławski Wisłoka Stomil Dębica | Włodzimierz Smoliński Legia Warszawa   |
| 100 kg       | Andrzej Skrzydlewski Wisłoka Stomil Dębica | Roman Bierła GKS Katowice              | Wacław Orłowski Wisłoka Stomil Dębica  |
| ponad 100 kg | Henryk Tomanek GKS Katowice                | Zdzisław Andrecki AKS Chorzów          | Henryk Bierła GKS Katowice             |